# Dan Bruton
Pour les articles homonymes, voir Bruton (homonymie).
Dan Bruton, né le 26 septembre 1967, est un astronome américain.

## Biographie
Après avoir obtenu sa licence de physique (B.Sc.) à l'Université Stephen Austin (en), il est devenu directeur du département de physique et d'astronomie de cette même université.
Le Centre des planètes mineures le crédite de la découverte de cinq astéroïdes, effectuée entre 1999 et 2000, avec la collaboration d'autres astronomes, dont Michael L. Johnson, Greg Rodgers, Carlton F. Stewart (de) et Ryan M. Williams (it).
| (34611) Nacogdoches  | 25 octobre 2000 |
| (36037) Linenschmidt | 13 août 1999    |
| (66671) Sfasu        | 15 octobre 1999 |
| (70449) Gruebel      | 15 octobre 1999 |